# Gorgopis armillata
Gorgopis armillata är en fjärilsart som beskrevs av Edward Meyrick 1921. Gorgopis armillata ingår i släktet Gorgopis och familjen rotfjärilar. Inga underarter finns listade i Catalogue of Life.